# Abdalelah Haroun
Abdalelah Haroun (Sudán, 1 de enero de 1997-Doha, 26 de junio de 2021) fue un atleta nacido sudanés nacionalizado catarí, medallista de bronce mundial en 2017 en la prueba de 400 metros.

## Carrera deportiva
En 2015 fue autorizado para representar a Catar.
En el Campeonato Mundial de Atletismo en Pista Cubierta de 2016 ganó la plata en los 400 metros, con un tiempo de 45.59 segundos, tras el checo Pavel Maslák y por delante del trinitense Deon Lendore (bronce con 46.17 segundos).
Al año siguiente, en el Mundial de Londres 2017 ganó el bronce en la carrera de 400 metros, quedando situado en el podio tras el sudafricano Wayde van Niekerk y el bahameño Steven Gardiner.

## Fallecimiento
Falleció el 26 de junio del 2021 en un accidente de tráfico.